# Панфёров, Владимир Николаевич
Влади́мир Никола́евич Панфёров (род. 26 августа 1939, Ленинград) — советский и российский учёный-психолог, специалист в области общей и социальной психологии. Доктор психологических наук (1984). Профессор (1987). Академик двух общественных академий: Международной академии акмеологических наук и Балтийской педагогической академии. Вице-президент Международной Балтийской педагогической академии. До 2006 года — директор Института практической психологии СЗО РАО.

## Биография
Родился 26 августа 1939 года в Ленинграде. Пережил блокаду Ленинграда; 17 июля 1942 года был эвакуирован через Ладожское озеро на «Большую землю». Среднюю школу окончил в Москве. После возвращения в Ленинград работал токарем на заводе.
В 1965 году окончил отделение психологии философского факультета Ленинградского государственного университета имени А. А. Жданова. В 1969 году защитил кандидатскую диссертацию по теме «Восприятие и интерпретация внешности людей» по специальности «социальная психология»; в 1983 году — докторскую диссертацию по теме «Общение как предмет социально-психологических исследований» по специальности «социальная психология».
В РГПУ имени А. И. Герцена работает с 1987 года в должности заведующего кафедрой психологии. В 1991 году основал кафедру практической психологии и стал её заведующим. В 1998 году основал и возглавил кафедру психологии человека психолого-педагогического факультета, созданного для массовой подготовки психологов и педагогов практического профиля. Организатор подготовки профессиональных психологов в РГПУ имени А. И. Герцена.
Помимо РГПУ имени А. И. Герцена, В. Н. Панфёров работал в Ленинградском государственном университете в период с 1965 по 1975 г.; затем — в Высшей профсоюзной школе культуры с 1976 по 1987 год. С 1996 по 2008 год преподавал в РГИ СПбГУ по совместительству на кафедре социальной антропологии и психологии.

## Научная деятельность
Научные исследования В. Н. Панфёрова посвящены актуальным проблемам психологического познания людей, психологии общения и человеческих отношений, психологии профессиональной деятельности инженеров, педагогов и психологов, методологии и методов психологических исследований. Разработал ряд оригинальных научно-исследовательских методик, в том числе ГОЛ (групповая оценка личности), получившую широкое распространение при аттестации и подборе кадров. Выполненные им экспериментальные и теоретические исследования внесли заметный вклад в разработку концепций социальной перцепции, социально-психологической структуры личности, классификации человеческих отношений, общения и социального климата, объектного принципа в межпредметном синтезе знаний.
Научная школа В. Н. Панфёрова возникает с заявленного в 1990 году научного направления «Интегративный подход в психологии» в связи с задачей реконструкции психологического знания в образовании (См. «Актуальные проблемы преподавания психологии в пединституте и в школе». — М.: Изд-во «Прометей», 1990).
Значительное внимание В. Н. Панфёров уделял систематизации психологических категорий, философскому осмыслению современной психологической науки.
Под научным руководством В. Н. Панфёрова постоянно выполняются научные исследования по грантам РГНФ и РФФИ. Опубликовано более 160 научных трудов. К 2005 году подготовил 6 докторов наук и 15 кандидатов наук. Председатель диссертационного совета Д.212.199.25; член диссертационного совета Д.212.199.18.

## Награды
- Почётное звание «Заслуженный работник высшей школы Российской Федерации» (2000) — за заслуги в научной работе, значительный вклад в дело подготовки высококвалифицированных специалистов[3]

## Основные труды
- Бодалёв А. А., Панфёров В. Н.  Понятие и виды общения // Основы социально-психологической теории. — М., 1995.
- Бодалёв А. А., Панфёров В. Н.  Понятия и виды социальных отношений, их взаимосвязь с общением // Основы социально-психологической теории. — М., 1995.
- Панфёров В. Н.  В поисках целостного подхода в психологии // Вестник РГНФ, № 1. — М., 1996.
- Панфёров В. Н.  Практическая психология — профессия XXI века. — СПб., 1999.
- Панфёров В. Н.  Психология человека. — СПб., 2000.
- Панфёров В. Н.  Интегративный подход к психологии человека // Психология человека: интегративный подход. — СПб., 2000.
- Панфёров В. Н.  К проблеме форм проявления психического // Интегративный подход в психологии. — СПб., 2003.
- Панфёров В. Н., Микляева А. В., Румянцева П. В.  Основы психологии человека. — СПб., 2009.
- Панфёров В. Н., Безгодова С. А.  Методологические основы психологии. — СПб., 2014.